# سد لیوجیاکسیا
سد لیوجیاکسیا (به لاتین: Liujiaxia Dam) یک نیروگاه برقابی در چین است که در گانسو واقع شده‌است.